# Сретен Вучковић
Сретен Вучковић (Доњи Милановац, 1912 — Београд, 15. фебруар 1994) био је учесник Народноослободилачке борбе, члан КПЈ и командант и политички комесар Мајданпечког партизанског одреда, истакнути политички радник.

## Биографија
Сретен Вучковић рођен је 1912. године у Доњем Милановцу. Након завршене основне и средње школе уписао је права и на факултету врло брзо долази у додир са напредном омладином и радничким покретом. Члан Комунистичке партије Југославије постао је 1938. године.
Након што је у Неготину 1939. године формиран први скојевски актив у Пољопривредној школи у Букову чији су чланови, између осталих, били и Рајко Боснић, Добрица Ћосић и други, Сретен Вучковић долази у Неготин исте године где у кући Радомира Недељковића присуствује формирању СКОЈ–а Гимназије и Учитељске школе који је формирао Љубомир Љуба Нешић, а у коме су били и Миомир Пики Радосављевић, Страхиња Поповић, Момчило Станковић, Радомир Недељковић, Милан Милетић, Богдан Ђокић и Милан Бешир.
Већ средином 1940. Вучковић заједно са Љубом Нешићем и Стефанијом Михајловић формира скојевске активе у Брзој Паланци и Доњем Милановцу. Године 1941. постављен је на чело партијске ћелије у Доњем Милановцу заједно са Ивом Стојановићем и Јованом Ружићем. Током Другог светског рата обављао је и функције секретара Среског комитета КПЈ Мајданпек и Доњи Милановац, а био је и члан Међусреског комитета КПЈ за Неготинску крајину. Јуна 1941. немачке власти упутиле су полицијским испоставама захтев да се ухапсе и предају Гестапоу истакнути комунисти. Вучковић је ухапшен у Доњем Милановцу и у затвору остао све до почетка устанка. Иницирао је формирање новог Мајданпечког партизанског одреда 15. септембра 1941. По разбијању Крајинског партизанског одреда 1941. постао је комесар Осме чете "Сењанин Тадија", раније Мајданпечки партизански одред Пожаревачког (Звишког) партизанског одреда, чији је командир био Велимир Маркићевић. Ухапшен је у заседи коју су четници направили око Дебелог Луга, Мајданпека и Рудне Главе 14. новембра 1941. и одведен прво у Горњане, а затим у Окружни затвор у Неготин. Четници су га, заједно са Вељом Богдановићем, Радивојем Бајом Живановићем, Љубишом Петровићем, Миланом Страиновићем и Браниславом Рајчићем спровели у нишки четнички логор на Црвеном крсту 7. јануара 1942. У Логору Црвени крст био је један од организатора бекства 12. фебруара у којем је погинуло 47 затвореника, а остали, међу којима је био и Вучковић успели су да побегну.
По ослобођењу два пута је био биран за посланика Скупштине Србије. Носилац је Партизанске споменице 1941. Био је један од делегата из Неготинске и Тимочке Крајине на Антифашистичкој народноослободилачкој скупштини Србије, одржаној у Београду од 9. до 12. новембра 1944.
Био је и на челу Комисије за утврђивање ратних злочина за Неготински, Крајински, Кључки и Мајданпечки срез. До пензионисања је радио у Маршалату у Београду.
Умро је 15. фебруара 1994. године.